# Sågdammen (Asarums socken, Blekinge)
Sågdammen är en sjö i Karlshamns kommun i Blekinge och ingår i Bräkneån-Mieåns kustområde.